# أوتو ديلر شميت
أوتو ديلر شميت (بالإنجليزية: Otto Diller Schmidt) هو عسكري أمريكي، ولد في 10 أغسطس 1884 في بلير في الولايات المتحدة، وتوفي بنفس المكان في 10 فبراير 1963.